# Илимов, Иван Петрович
Иван Петрович Илимов (1820—1891) — русский химик-технолог.

## Биография
Родился 20 января (1 февраля) 1820 года. Учился в Институте корпуса горных инженеров, но полный курс не окончил и был выпущен в 1840 году из младшего офицерского класса в лабораторию департамента горных и соляных дел, с переименованием в чиновника Горного ведомства. В этой лаборатории он был сначала учеником, затем занимал должности старшего лаборанта (1843), пробирера (1847) и наконец берг-пробирера (1851).
Ещё в горном корпусе он ревностно изучал химию и в 1841 и 1843 годах напечатал три статьи по химии в «Горном журнале». Кроме работы в лаборатории, Илимов также состоял химиком при Мануфактурном совете (с 1843), а в 1848 году был назначен в Санкт-Петербургскую думу для присутствия при клеймении мер и весов; кроме этого он состоял членом-корреспондентом Вольно-экономического общества, а также преподавал химию в Дворянском полку. В своих лекциях он проводил новые, по тому времени, понятия о диссоциации, единстве материи и т. д. Как хороший лектор, увлекавший слушателей, Илимов был приглашён прочесть несколько публичных лекций в здании Пассажа.
В 1851 году Илимов оставил место в лаборатории и занялся развитием дел Петербургского химического завода, где вскоре открыл производство парафиновых свеч; затем принимал деятельное участие в образовании Общества заводской обработки животных продуктов, имевшего целью развить стеариновое и мыловаренное производства в Пермском крае — одном из наиболее важных средоточий салотопенного дела. Обществом был основан в Екатеринбурге завод, на котором предполагалось получать также серную кислоту; однако из-за финансовых проблем он просуществовал недолго. К этому времени относятся взятые Илимовым четыре привилегии на различные улучшения в стеариновом и мыловаренном производствах. По прекращении дел общества в 1859 году им была издана брошюра «На память для гг. акционеров Общества заводской обработки животных продуктов».
В то же время Илимов не оставлял и теоретических работ по химии; работал в устроенной им собственной лаборатории.
Впоследствии И. П. Илимов содействовал реализации капиталов, потребных для постройки железных дорог: Поти-Тифлисской, Орловско-Витебской и Тамбово-Саратовской.
Будучи одним из горячих сторонников необходимости устройства для пользы нефтяного промысла Закавказья нефтепровода в виде сплошной трубы из Баку в Батум, он составил компанию и первым получил концессию на строительство, но вопрос о нефтепроводе, возбуждённый в 1883 году и подвергавшийся неоднократно разностороннему обсуждению в Комитете министров, разрешился в конце концов в отрицательном смысле: на съезде нефтепромышленников в 1884 году было признано, что «русский керосин ещё не имеет позиций на мировом рынке».
Нефтяным делом И. П. Илимов занимался не только с практической, но и с научной стороны. им были напечатаны сочинения:
- Нефтепровод (СПб.: тип. Ф.С. Сущинского, 1884. — 15 с.)
- Нефтепровод и нефтяная промышленность в Баку (Записки Императорского русского технического общества, 1884; СПб.: тип. Ф.С. Сущинского, 1884. — 48 с.)
- Доклад о современном положении нефтяной промышленности в Баку и о нефтепроводе (Записки Императорского русского технического общества, 1885)
- Записка о рациональной переработке нефти (Записки Императорского русского технического общества, 1885)
- Доклад о налоге на нефть (Труды Общества для содействия русской промышленности и торговли (1886)
- Русские бакуоли и бакинские керосины на американский лад (Записки Императорского русского технического общества, 1886; СПб.: тип. Ф.С. Сущинского, 1886. — 15 с.)

Ещё в юности Илимов увлекался поэзией и литературой и эта склонность не оставила его до конца жизни, хотя его стихотворения, хорошо известные в дружеском кругу, не были напечатаны.
Иван Петрович Илимов — владелец земельных участков в Ораниенбауме (так называемые Илимовские высоты в районе нынешней улицы Красного флота города Ломоносов).
Умер 22 сентября (4 октября) 1891 года. Похоронен на Свято-Троицком кладбище в Ораниенбауме. Могила не сохранилась.